# Lapphund suédois
Le lapphund suédois ou chien suédois de Laponie est une race de chien originaire de Suède. Élevée traditionnellement par les Samis pour garder les troupeaux de rennes, il s'agit de l'une des plus vieilles races de chiens. C'est un chien de taille moyenne, de type spitz au pelage noir.

## Historique
Les origines exactes du lapphund suédois sont encore inconnues : il s’agit peut-être de la plus ancienne race nordique et de l'ancêtre des spitz. Les Samis emploient traditionnellement des chiens de même type que le lapphund suédois pour garder les rennes. La race s'est adaptée au climat rigoureux de la Laponie. Avec la motorisation, la race est sur le point de disparaître à la fin du XIXe siècle et c'est grâce à quelques éleveurs passionnés que la race est sauvegardée. C’est la plus ancienne race nationale inscrite officiellement en Suède. 
En 1944, la race est reconnue par la Fédération cynologique internationale. Le lapphund suédois, devenu chien de compagnie, est bien représenté en Suède, Norvège, Finlande et dans une moindre mesure au Danemark. Le Kennel Club Suédois enregistre moins de cent naissances annuelles. En France, la première chienne est importée en 1999 par l’élevage des Dunes de Flandres, quelques naissances sont enregistrées entre 2001 et 2008. 

## Standards
Le lapphund suédois est un chien de taille moyenne de type spitz, robuste avec une ossature solide. Les allures sont amples et légères. Le corps s’inscrit dans un rectangle légèrement plus long que haut. La queue est enroulée sur le dos. La tête est de type lupoïde, très typée avec un stop bien marqué. Les petites oreilles triangulaires sont légèrement arrondies aux extrémités. Les yeux sont expressifs, ronds et brun foncé ; bien écartés, ils sont placés presque à l’horizontale.
La fourrure est composée d’un poil abondant droit et rude, décrit comme résistant aux intempéries. Le poil est plus long au niveau du poitrail, de la queue et de la région postérieure des membres. Le sous-poil est très doux, dense et finement frisé. La robe est noire : le ton bronze, dans les nuances de marron «couleur d’ours », est typique. On peut trouver un peu de blanc sur le poitrail, le bout des pattes et le fouet (bout de la queue).

## Caractère
Le lapphund suédois est décrit comme un chien vif, vigilant, gentil et affectueux dans le standard FCI. Le lapphund est attentif et disposé à travailler. Il est facile à éduquer, résistant à la fatigue et dur à la tâche. C'est un chien très polyvalent et convient au dressage pour l’obéissance, à l’agility, au travail sur troupeaux, au pistage ou les épreuves de travail à l'eau. 
Le lapphund suédois demande une éducation ferme et cohérente, notamment la première année. Le lapphund suédois peut s'adapter à la vie en appartement.

## Entretien
Un brossage hebdomadaire est suffisant pour entretenir sa fourrure. En période de mue, les brossages doivent être plus fréquents, tous les deux à trois jours.

## Utilité
Le lapphund suédois est à l'origine un chien de berger de rennes. Il est à présent apprécié comme chien de compagnie.